# Latifa Baka
Latifa Baka, née à Salé en 1964, est une écrivaine et  enseignante en sociologie et autrice marocaine.
Elle a reçu le prix de l'Union des Écrivains du Maroc en 1992.

## Biographie
Latifa Baka est née en 1964 à Salé. Elle obtient une licence en sociologie à l'Université de Rabat.
Elle enseigne la sociologie à Agadir.

## Œuvre littéraire
Son premier recueil de roman est Que faire?. Elle a reçu pour ce recueil le prix de l'Union des Écrivains du Maroc en 1992. Elle écrit plus tard plusieurs romans dont Depuis cette vie et La chambre de Virginia Wolff. À travers ses écrits, l'autrice rend compte sans détours des blocages de la société marocaine et des freins à l'épanouissement des femmes. Ses ouvrages ont été présentés dans le cadre de la neuvième édition du Festival international du film de femmes de Salé (FIFFS) en 2015.

## Publications
- Que faire?
- Depuis cette vie
- La chambre de Virginia Wolff
- Laṭīfah Bāqā et باقا، لطيفة., Mundhu tilka al-ḥayāh : nuṣūṣ qiṣaṣīyah, Dār al-Amān,‎ 2005 (ISBN 978-9981-941-35-9, OCLC 62500222)
- Laṭīfah Bāqā et باقا، لطيفة., Mā alladhī nafʻaluh? : majmūʻah qiṣaṣīyah, Ittiḥād Kuttāb al-Maghrib,‎ 1993 (ISBN 978-88-912-9003-8, OCLC 44065103)
- Muḥammad Saʻd al-Dīn al- Yamānī, Abdellatif Ghouirgate, Jawida Khadda et Impr. Brodard et Taupin), Onze histoires marocaines, Institut de monde arabe, 1999 (ISBN 978-2-84306-050-2, OCLC 468639464)
- (en) Latifa Baqa et Ali Azeriah, « Bad soup!: a short story », International journal of Euro-Mediterranean studies, vol. 4,‎ 2011, p. 15–18 (ISSN 1855-3362, OCLC 898647586)
- Laṭīfah Bāqā, Ghurfat Firjīniyā Wūlf : qiṣaṣ qaṣīrah, 2014 (ISBN 978-9954-511-69-5, OCLC 878726201)